# Always (Big Bang-album)
Az Always A dél-koreai Big Bang együttes első középlemeze, melyet 2007. augusztus 16-án jelentetett meg a YG Entertainment.
A lemez dalainak nagy részéhez a szöveget és a zenét is az együttes vezére, G-Dragon szerezte, beleértve az első kislemezt, a Kodzsitmalt. Ezen felül ezen a lemezen kapott először teret az elektronikus zene. A fogadtatás pozitív volt, különösen a Kodzsiszmalé, melyet az egyik kritikus „észbontónak” nevezett. Ez a kislemez lett az első igazi sikerük, az Always-ból pedig 87 000 darabot adtak el.

## Számlista
1. 우린 빅뱅 (Urin Pikpeng, Mi vagyunk a Big Bang)
2. 거짓말 (Kodzsitmal, Hazugságok)  Részlet a dalból?*
3. 없는 번호 (Omnun ponho, Ismeretlen szám)
4. 아무렇지 않은 척 (Amurocshi anhun cshok, Tettetni, hogy semmi sem történt) (T.O.P. szóló feat. 김지은 Kim Dzsiun)
5. Oh Ma Baby
6. Always